# Дальние Камыши
Да́льние Камыши́ (укр. Дальні Комиші, крымскотат. Uzaq Qamış, Узакъ Къамыш) — исчезнувшее село городского округа Феодосия Республики Крым (согласно административно-территориальному делению Украины — Феодосийского горсовета Автономной Республики Крым), включённое в состав Приморского, находилось в районе юго-западной окраины современного посёлка.

## История
Первые поселения на месте села встречаются на карте 1842 года, на которой хутор Семен обозначен условным знаком «малая деревня», то есть, менее 5 дворов. На трёхверстовой карте 1865—1876 года в селении Малые Камыши обозначен 21 двор, на верстовой карте Крыма 1890 года в селении Дальние Камыши обозначено 140 дворов с русским населением. В статистических документах селение встречается в «…Памятной книжке Таврической губернии на 1892 год», согласно которой в деревне Камыши дальние Владиславской волости Феодосийского уезда, не входившей ни в одно сельское общество, числился 421 безземельный житель, домохозяйств не имеющих. Перепись 1897 года зафиксировала в деревне 621 жителя, 325 мужчин и 306 женщин, все православные, при этом в «…Памятной книжке Таврической губернии на 1902 год» селение не значится. По Статистическому справочнику Таврической губернии. Ч.II-я. Статистический очерк, выпуск пятый Феодосийский уезд, 1915 год, в селе Камыши Дальние Владиславской волости Феодосийского уезда числилось 110 дворов (все дворы безземельные) со смешанным населением в количестве 727 человек «посторонних» жителей, из которых 363 мужчины и 364 женщины. Жители землёй не владели, в хозяйствах имелось 299 лошадей, 50 волов и 141 корова.
После установления в Крыму Советской власти, по постановлению Крымревкома от 8 января 1921 года была упразднена волостная система и село вошло во вновь созданный Владиславовский район Феодосийского уезда в состав Владиславовского сельсовета. В 1922 году уезды получили название округов. 11 октября 1923 года, согласно постановлению ВЦИК, в административное деление Крымской АССР были внесены изменения, в результате которых округа ликвидировались и Владиславовский район стал самостоятельной административной единицей. Декретом ВЦИК от 4 сентября 1924 года «Об упразднении некоторых районов Автономной Крымской С. С. Р.» в октябре 1924 года район был преобразован в Феодосийский и село включили в его состав. В 1925 году, в свете Постановления совещания по Советскому строительству при ЦИК СССР от 3 апреля 1925 года «Об увеличении числа сельсоветов», бы образован Дальне-Камышанский сельсовет. Согласно Списку населённых пунктов Крымской АССР по Всесоюзной переписи 17 декабря 1926 года, в селе Камыши Дальние, центре Дальне-Камышского сельсовета Феодосийского района, числилось 160 дворов, из них 151 крестьянский, население составляло 701 человек, из них 693 русских, 3 украинца, 2 немца, 1 грек, 1 болгарин 1 записан в графе «прочие», действовала русская школа I ступени (пятилетка). Постановлением ВЦИК «О реорганизации сети районов Крымской АССР» от 30 октября 1930 года (по другим сведениям 15 сентября 1931 года Феодосийский район был упразднён и село включили в состав Старо-Крымского, а с образованием в 1935 году Кировского — в состав нового района.

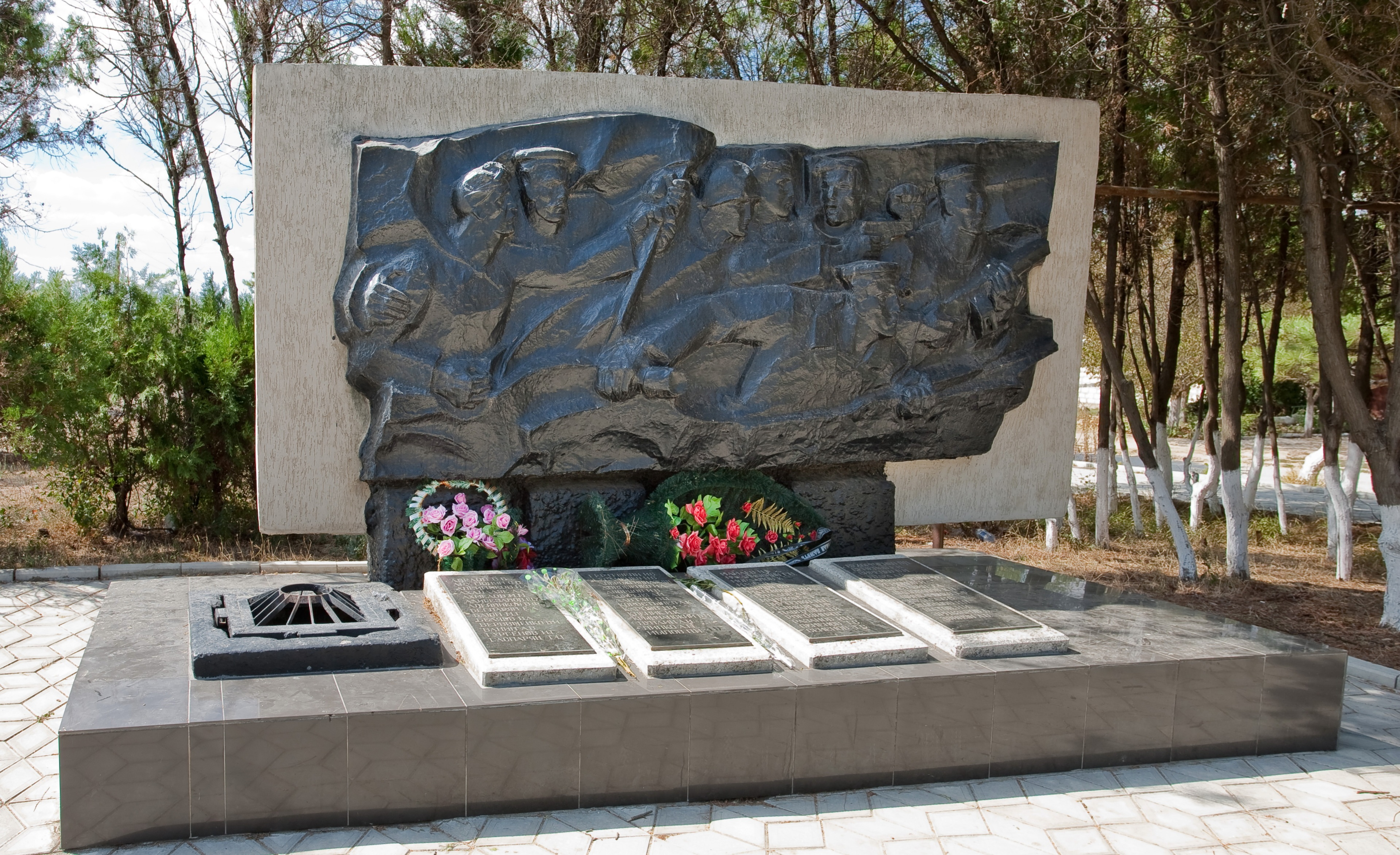
Братская могила советских воинов.

В годы Великой Отечественной войны во время Керченско-Феодосийской десантной операции в районе Дальних Камышей бои 44-й армии шли с 30 декабря 1941 года — в январе 1942 года. При освобождении села Приморской армией ожесточенные бои происходили 11—12 апреля 1944 года. Все погибшие в войну были похоронены в братской могиле, на которой в 1965 году был установлен памятник. В 1975 году останки советских воинов перезахоронили в братскую могилу в поселок Приморский, и установлен памятник работы художника Валерия Зеноновича Замеховского. Постановлением Совета министров Республики Крым № 627 от 20 декабря 2016 года памятник отнесён к категории объектов культурно-исторического наследия России регионального значения.
После освобождения Крыма от фашистов, 12 августа 1944 года было принято постановление № ГОКО-6372с «О переселении колхозников в районы Крыма» и в сентябре того же года в район приехали первые переселенцы, 428 семей, из Тамбовской области, а в начале 1950-х годов последовала вторая волна переселенцев. С 1954 года местами наиболее массового набора населения стали различные области Украины. С 25 июня 1946 года Дальние Камыши в составе Крымской области РСФСР, а 26 апреля 1954 года Крымская область была передана из состава РСФСР в состав УССР. В соответствии с Указом Президиума Верховного Совета УССР от 10 августа 1954 года «Об объединении сельсоветов, в связи с укрупнением колхозов», Ближне-Камышанский и Дальне-Камышанский сельсоветы были объединены в Береговой, в котором село числилось на 15 июня 1960 года и на 1 января 1977 года. Между 1 июня 1977 года (на эту дату село ещё числилось в составе Берегового совета) и 1985 годом (в перечнях административно-территориальных изменений после этой даты не упоминается) Дальние Камыши включили в состав Приморского.